# Ріпай Андрій
Андрі́й Ріпа́й  (Ріпаєв) (* 29 липня 1830, Улич-Криве — † 1 квітня 1914, Врутки) — український педагог, публіцист.

## Біографічні відомості
Родом із села Уличське-Криве (Ужської жупи).
В 1853 році закінчив гімназію, в 1858 році — Кошицьку вчительську препарандію, після чого навчався у Віденському народно–навчальному училищі.
У 1859—1862 роках вчителював у селах Холмець і Бортнява. Від 1862 року учитель (деякий час директор) учительської семінарії в Ужгороді.
Редактор першого на Закарпатті педагогічного журналу «Учитель» (1867) і автор книжечки для народу «Народное Господарство. ЗемледЂліе і скотоводство» (1864).